# Yo (Excuse Me Miss)
Yo (Excuse Me Miss) è il secondo singolo di Chris Brown. La canzone è prodotta da Dre & Vidal ed ha raggiunto negli USA la posizione n.7 della Billboard Hot 100. In altri paesi come Regno Unito e Australia si è piazzata rispettivamente alla tredicesima e alla decima posizione.

## Video musicale
Nel video, Chris vede una ragazza, che attira immediatamente la sua attenzione. Lui la segue dapprima in strada, ballando mentre cammina, poi fino a un campo di basket, dove altri due ragazzi si aggiungono alla danza. Chris entra poi con lei in una macchina e ottiene il suo numero di telefono. Alla fine del video è possibile sentire un pezzo del prossimo singolo Gimme That. I cameo sono quelli di Lil JJ, De' Ray e Trey Songz.

## Tracce

### UK

#### CD 1
1. Yo (Excuse Me Miss) (MAIN VERSION) [3:39]
2. Yo (Excuse Me Miss) (INSTRUMENTAL)

#### CD 2
1. Yo (Excuse Me Miss) (MAIN VERSION) [3:39]
2. Yo (Excuse Me Miss) (JOHNNY DOUGLAS REMIX)
3. Yo (Excuse Me Miss) (VIDEO)
4. Yo (Excuse Me Miss) (MAKING OF THE VIDEO)

## Classifiche
| Classifica (2005-2006)     | Posizione massima |
| -------------------------- | ----------------- |
| Australia                  | 10                |
| Belgio (Fiandre)           | 6                 |
| Belgio (Vallonia)          | 6                 |
| Finlandia                  | 14                |
| Germania                   | 56                |
| Irlanda                    | 15                |
| Nuova Zelanda              | 9                 |
| Paesi Bassi                | 67                |
| Regno Unito                | 13                |
| Stati Uniti                | 7                 |
| U.S. Hot R&B/Hip-Hop Songs | 2                 |